# Fairland (Oklahoma)
Fairland és un poble dels Estats Units a l'estat d'Oklahoma. Segons el cens del 2000 tenia 1.025 habitants.

## Demografia
Segons el cens del 2000, Fairland tenia 1.025 habitants, 415 habitatges, i 292 famílies. La densitat de població era de 430,2 habitants per km².
Dels 415 habitatges en un 32,3% hi vivien nens de menys de 18 anys, en un 53,3% hi vivien parelles casades, en un 14,2% dones solteres, i en un 29,6% no eren unitats familiars. En el 27,5% dels habitatges hi vivien persones soles el 15,9% de les quals corresponia a persones de 65 anys o més que vivien soles. El nombre mitjà de persones vivint en cada habitatge era de 2,41 i el nombre mitjà de persones que vivien en cada família era de 2,89.
Per edats la població es repartia de la següent manera: un 24,2% tenia menys de 18 anys, un 8,6% entre 18 i 24, un 24,6% entre 25 i 44, un 20,7% de 45 a 60 i un 22% 65 anys o més.
L'edat mediana era de 39 anys. Per cada 100 dones de 18 o més anys hi havia 82 homes.
La renda mediana per habitatge era de 27.240 $ i la renda mediana per família de 28.885 $. Els homes tenien una renda mediana de 28.155 $ mentre que les dones 15.208 $. La renda per capita de la població era de 12.024 $. Entorn del 8,1% de les famílies i el 12,4% de la població estaven per davall del llindar de pobresa.

## Poblacions més properes
El següent diagrama mostra les poblacions més properes.